# Guaicaipuro (municipalité)
Pour les articles homonymes, voir Guaicaipuro.
Guaicaipuro est l'une des vingt-et-une municipalités de l'État de Miranda au Venezuela. Son chef-lieu est Los Teques. En 2011, la population s'élève à 252 242 habitants.

## Géographie

### Subdivisions
La municipalité est divisée en sept paroisses civiles avec, chacune à sa tête, une capitale (entre parenthèses) :
- Altagracia de La Montaña (Altagracia de La Montaña) ;
- Cecilio Acosta (San Diego) ;
- El Jarillo (El Jarillo) ;
- Los Teques (Los Teques) ;
- Paracotos (Paracotos) ;
- San Pedro (San Pedro) ;
- Tácata (Tácata).